# Фридерика фон Прусия (1796 – 1850)
Фридерика Луиза Вилхелмина Амалия Пруска (на немски: Friederike Luise Wilhelmine Amalie von Preußen; Filzis, Filsis; * 30 октомври 1796 в Берлин; † 1 януари 1850 в Десау) от фамилията Хоенцолерн е принцеса от Кралство Прусия и чрез женитба херцогиня на Анхалт-Десау. 
Тя е дъщеря на наследствения принц Фридрих Лудвиг Карл фон Прусия (1773–1796) и съпругата му Фридерика (1778–1841), дъщеря на херцог Карл II фон Мекленбург. Фридерика е племенница на пруския крал Фридрих Вилхелм III също на кралица Луиза. Нейният баща е вторият син на пруския крал Фридрих Вилхелм II и втората му съпруга Фредерика Луиза фон Хесен-Дармщат.
Фридерика се сгодява на 17 май 1816 г. и се омъжва на 18 април 1818 г. в Берлин за херцог Леополд IV Фридрих фон Анхалт-Десау (1794–1871) от фамилията Аскани, най-възрастният син на Фридрих принц фон Анхалт-Десау и съпругата му Амалия фон Хесен-Хомбург. 
Фридерика е погребана в църквата Мария в Десау. 

## Деца
Фридерика и Леополд IV имата децата:
- Августа (1819–1828)
- Агнес (1824–1897)

∞ 1853 херцог Ернст I фон Саксония-Алтенбург (1826–1908)
- Фридрих I (1831–1904), херцог на Анхалт

∞ 1854 принцеса Антоанета фон Саксония-Алтенбург (1838–1908)
- Мария Анна (1837–1906)

∞ 1854 принц Фридрих Карл Николаус фон Прусия (1828–1885), племенник на император Вилхелм I